# Хесторп Андерсен, Софи
Анна Софи Хесторп Андерсен (дат. Anne Sophie Hæstorp Andersen; род. 26 сентября 1974, Гладсаксе, Копенгаген) — датский политический и государственный деятель. Член Социал-демократической партии. Министр социальных дел и жилищного строительства Дании с 29 августа 2024 года. В прошлом — обер-бургомистр (мэр) Копенгагена (2022—2024), глава совета столичного региона (2014—2021), депутат фолькетинга (2001—2005, 2007—2013). Кандидат политических наук (Cand.scient.pol.).

## Биография
Родилась 26 сентября 1974 года в Копенгагене. Дочь рисовальщика Свенга Хесторпа (Svend Hæstorp) и костюмерши Пии Эльзы Андерсен (Pia Else Andersen).
В 1980—1990 гг. училась в школе в коммуне Гладсаксе. В 1990—1991 гг. училась по обмену в школе американского города Орора в штате Колорадо. В 1991–1994 гг. училась в математическом классе в гимназии Гладсаксе. Окончила Копенгагенский университет, в 2006 году защитила кандидатскую диссертацию.
В 1994—1999 гг. работала в почтовом операторе Post Danmark в Гладсаксе и Копенгагене. В 2006—2007 гг. — начальник отдела Департамента социальных услуг муниципалитета Копенгагена.
В 1994—1998 гг. возглавляла молодёжную организацию Социал-демократической партии в Гладсаксе, в 1998—1999 гг. — в регионе Копенгаген, в 1999—2007 гг. — вице-председатель Социал-демократической партии в Вестербро. На парламентских выборах 2001 года в избирательном округе Западный Копенгаген избрана депутатом фолькетинга . После того, как Пиа Гьеллеруп сложила с себя полномочия депутата 20 февраля 2007 года, заменила её. На парламентских выборах 2007 года в избирательном округе Большой Копенгаген избрана депутатом фолькетинга. Ушла из фолькетинга 31 декабря 2013 года, чтобы возглавить региональный совет Ховедстадена.
По результатам региональных выборов 2013 года избрана главой совета столичного региона. Ушла в отставку перед региональными выборами 2021 года. 1 августа к исполнению обязанностей до выборов 16 ноября приступил Ларс Горхой.
По результатам региональных выборов 2021 года избрана мэром (обер-бургомистром) Копенгагена. Сменила Ларса Вайсса, который исполнял обязанности с 19 октября 2020 года после ухода в отставку Франка Йенсена, обвинённого в сексуальных домогательствах, совершённых в 2011 и 2017 годах.
29 августа 2024 года в ходе перестановок в правительстве под руководством премьер-министра Метте Фредериксен назначена министром социальных дел и жилищного строительства, сменила Пернилле Розенкранц-Тейл, которая была выдвинута социал-демократами кандидатом в мэры Копенгагена на выборах 18 ноября 2025 года.

## Личная жизнь
Замужем за Троэлсом Андерсеном (Troels Andersen). Имеет дочь Розу (Rosa) и сына Рольфа (Rolf).